# Martuni (Nagorno-Karabach)
Martuni (armeniska: Մարտունի; azerbajdzjanska: Xocavənd: Xocavänd) är en distriktshuvudort de jure belägen i Azerbajdzjan, de facto i den självutnämnda republiken Artsach. Den ligger i distriktet Xocavänd rayonu, i den centrala delen av landet, 250 km väster om huvudstaden Baku. Martuni ligger 396 meter över havet och antalet invånare är 5 079. Namnet tillkom 1925 när den tidigare bosättingen upphöjdes till ort och döptes efter den armeniska politikern Aleksandr Mjasnikjans partipseudonym.
Terrängen runt Martuni är huvudsakligen kuperad, men åt nordost är den platt. Terrängen runt Martuni sluttar österut. Runt Martuni är det ganska glesbefolkat, med 43 invånare per kvadratkilometer.. Närmaste större samhälle är Müşkapat, 11,4 km väster om Martuni.
Trakten runt Martuni består till största delen av jordbruksmark.